# IC 4964
IC 4964 — галактика типу Scd () у сузір'ї Павич.
Цей об'єкт міститься в оригінальній редакції індексного каталогу.